# کودنگتس
کودنگتس (به لهستانی:  Kodeniec) یک روستا در لهستان است که در گمینا دنبووا کوودا واقع شده‌است.